# HMS E4
Pour les articles homonymes, voir E4.
Le HMS E4 est un sous-marin britannique de classe E construit pour la Royal Navy au cours de la deuxième décennie du XXe siècle. Il a été construit par Vickers à Barrow-in-Furness pour un coût de 101 900 livres sterling. Sa quille fut posée le 16 mai 1911, il a été lancé le 5 février 1912 et mis en service le 28 janvier 1913. Le 24 septembre 1915, le HMS E4 est attaqué par le dirigeable allemand SL3. Le 15 août 1916, il entre en collision avec son sister-ship HMS E41 pendant des exercices au large de Harwich. Les deux navires ont coulé et il n’y a eu que 14 survivants, tous du E41. Les deux navires ont été renfloués, réparés et remis en service. Le HMS E4 fut vendu le 21 février 1922 à la Upnor Ship Breaking Company.

## Conception
Les premiers sous-marins de la classe E britannique, du E1 au E8, avaient un déplacement de 652 tonnes à la surface et de 795 tonnes en immersion. Ils avaient une longueur hors tout de 55 m et un maître-bau de 6,92 m.
Ils étaient propulsés par deux moteurs Diesel Vickers huit cylindres à deux temps de 800 chevaux (600 kW) et par deux moteurs électriques de 420 chevaux (310 kW),.
Les navires de la classe E avaient une vitesse maximale en surface de 16 nœuds (30 km/h) et une vitesse en immersion de 10 nœuds (19 km/h), avec une capacité en carburant de 50 tonnes de gazole, leur donnant un rayon d'action de 2 802 milles marins (5 190 km) lorsqu’ils faisaient route à 10 nœuds (19 km/h). En immersion, ils avaient un rayon d'action de 74 milles (137 km) à 5 nœuds (9,3 km/h).
Les premiers bateaux du groupe 1 de la classe E étaient armés de quatre tubes lance-torpilles de 18 pouces (457 mm), un à l’avant, un de chaque côté au milieu du navire et un à l’arrière. Au total, ils emportaient huit torpilles à bord. Les bateaux du groupe 1 n’étaient pas équipés d’un canon de pont pendant la construction, mais ceux qui participèrent à la campagne des Dardanelles reçurent des canons montés à l’avant du kiosque pendant qu’ils étaient à l’arsenal de Malte.
Les sous-marins de la classe E avaient la télégraphie sans fil d’une puissance nominale de 1 kilowatt. Sur certains sous-marins, ces systèmes ont par la suite été mis à niveau à 3 kilowatts en retirant un tube lance-torpilles du milieu du navire. Leur profondeur maximale de plongée théorique était de 100 pieds (30 mètres). Cependant, en service, certaines unités ont atteint des profondeurs supérieures à 200 pieds (61 mètres). Certains sous-marins contenaient des oscillateurs Fessenden.
Leur équipage était composé de trois officiers et 28 hommes.

## Engagements
Lors de sa mise en service , le HMS E4 a rejoint la 8e flottille de sous-marins dans le cadre de la Home Fleet. Il a été inspecté par le roi George V à Portsmouth,.
À la veille du déclenchement de la Première Guerre mondiale, en août 1914, le HMS E4 faisait toujours partie de la 8e flottille sous-marine, basée à Portsmouth,. Les missions assignées à la 8e flottille en temps de guerre étaient des opérations offensives dans la mer du Nord, opérant à partir de Harwich. La flottille fut donc déployée à Harwich au début du mois d’août,. Le 19 août, le HMS E4 et les sous-marins HMS E9 et HMS D5 sont partis de Harwich pour une patrouille en mer du Nord. Le 20 août, les trois sous-marins ont été repérés par des torpilleurs allemands à l’ouest d’Heligoland. À la suite de cette observation, la sortie prévue par des croiseurs et des torpilleurs allemands contre des bateaux de pêche britanniques sur le Dogger Bank fut retardée d’une journée.
Le 28 août 1914, le E4 était l’un des huit sous-marins qui ont pris part à un raid contre la patrouille allemande dans la baie de Heligoland, raid mené par la Force de Harwich. Trois sous-marins ont été déployés comme appât, avec l’ordre d’essayer de se faire repérer par l’écran extérieur allemand, afin d’attirer les patrouilles de torpilleurs allemands dans les griffes des destroyers et des croiseurs légers britanniques,. Entre-temps, le E4, avec les E9 et E5, devait patrouiller près d’Heligoland. Le E4 a remarqué que le torpilleur allemand V187 était poursuivi par des destroyers britanniques, mais il ne parvint pas se mettre en position d’attaquer avant que le V187 ne soit coulé par les destroyers britanniques. Peu de temps après, le croiseur allemand SMS Stettin arriva, obligeant les destroyers britanniques à se disperser. Bien que le HMS E4 ait tenté d’attaquer le Stettin, le sous-marin ne parvint pas à se placer dans une bonne position d’attaque avant le départ du Stettin. Un peu plus tard, le E4 a fait surface et recueilli l’équipage de deux canots de sauvetage du destroyer HMS Defender, qui étaient occupés à secourir les survivants du torpilleur V187 lorsque le Stettin est arrivé, si bien que le Defender s’est replié en laissant derrière lui ses canots. Le E4, à court de place à bord, a également recueilli trois survivants allemands, laissant le reste dans un canot avec des provisions et une boussole.
Le 10 septembre, le E4 a pris part à un autre raid de la Harwich Force, soutenue par la Grand Fleet, contre les forces allemandes dans la baie de Heligoland. Alors que les forces de surface britanniques n’ont rien trouvé, les sous-marins ont été plus occupés. Le E4 a rencontré les sous-marins allemands U-23 et U-25 et a tenté de les torpiller, mais les deux torpilles qu’il a tirées ont manqué leur cible.
Le 21 mai 1915, le E4 quitte Harwich pour patrouiller au nord d’Heligoland, pour attaquer les dragueurs de mines allemands qu’on pensait occupés à nettoyer un champ de mines britannique. Le E4 a été attaqué par le dirigeable allemand L10 le 24 mai, mais l’attaque a été infructueuse. Le même jour, le E4 a tiré une paire de torpilles à longue portée contre une patrouille de torpilleurs allemands, mais ses torpilles ont manqué leur cible. Le 29 mai, au cours de son voyage de retour, le E4 a été attaqué sans succès par un hydravion allemand.
Le 24 juillet, le E4 a entrepris une patrouille au large de Horns Rev et, plus tard dans la journée, il a aperçu un sous-marin près du bateau-phare North Hinder. Le E4 a tiré une torpille sur le sous-marin allemand, mais celle-ci est passée sous le sous-marin, qui a plongé et s’est éloigné. Le 28 juillet, le E4 a été attaqué au large de Horns Rev par deux Vorpostenboote allemands, les Sénateur von Berenburg Goszler et Harry Busse. Le E4 a répliqué en torpillant et en coulant le Berenburg. Le E4 a repêché 11 survivants du chalutier coulé, en a gardé trois comme prisonniers de guerre et a débarqué les autres sur le bateau-phare de Horns Rev,.
En septembre 1915, le E4 fut l’un des nombreux sous-marins que l’on a équipés de quatre canons antiaériens de 6 livres, destinés à être utilisés contre des dirigeables allemands. Le 1 septembre, les HMS E4 et HMS E6 sont partis de Harwich vers le côté ouest de la baie allemande en patrouille anti-Zeppelins. Bien que le E4 n’ait vu aucun dirigeable allemand lors de cette patrouille, il a capturé le chalutier allemand Esteburg, qui a été renvoyé à Harwich. Le 14 septembre, les HMS E4 et E6 ont entrepris une autre patrouille anti-Zeppelins.
Le 21 septembre, le E4 a rencontré le dirigeable allemand SL 3. Le E4 a ouvert le feu sur le dirigeable avec ses canons antiaériens, mais cela n’a pas dissuadé le SL 3 d’attaquer, et le E4 a plongé pour se mettre en sécurité juste avant que le dirigeable ne largue trois bombes. Ni le sous-marin ni le dirigeable n’ont été endommagés,.
Le 2 avril 1916, le E4 était l’un des trois sous-marins envoyés à la recherche du destroyer HMS Medusa, qui était à la dérive après avoir été abandonné au début du mois. Il a rencontré un sous-marin allemand, mais n’a pas réussi à se rapprocher assez pour se mettre en position d’attaque. Le E4, désormais équipé de deux canons antiaériens de 3 pouces (76 mm), a continué à effectuer des patrouilles anti-Zeppelins en mai 1916. Le 20 mai, deux bombes larguées par un dirigeable allemand ne sont pas passées loin de lui.

## Perte
Le 15 août 1916, les sous-marins de la 8e flottille sous-marine s’entraînent au large de Harwich. Le HMS E41 sert de cible pour permettre aux autres sous-marins de s’exercer à attaquer des sous-marins. Le E41 faisait route en surface à 12 noeuds (22 km/h) lorsque le E4 en immersion a croisé sa route. Bien que l’équipage du E41 ait vu le périscope du E4 et ait tenté une manœuvre d’évitement, le E4 a percuté le E41 et a coulé immédiatement, causant la perte de ses 33 membres d’équipage, tandis que le E41 a coulé en moins de 90 secondes, avec 18 morts et 15 hommes secourus par le destroyer HMS Firedrake,.
Les deux sous-marins ont été renfloués et remis en service,, le E4 faisant désormais partie de la 9e flottille sous-marine, également basée à Harwich, à partir d’octobre 1916. Le E4 a fait partie de la 9e flottille jusqu’à la fin de la guerre, puis il est signalé comme ayant été vendu en décembre 1918.
Le E4 a été vendu à la ferraille à la Upnor Ship Breaking Company d’Upnor le 21 février 1922,.